# Archieparquía de Alepo de los melquitas
La archieparquía de Alepo de los melquitas o de Alepo, Seleucia y Ciro (en latín: Archieparchia Aleppensis o Beroeensis Graecorum Melkitarum y en árabe: حلب وسلوقية وقورش‎) es una circunscripción eclesiástica de la Iglesia católica en Siria. Se trata de una archieparquía greco-católica melquita, sede metropolitana de la provincia eclesiástica de Alepo de los melquitas. Desde el 17 de septiembre de 2021 su archieparca es Georges Masri.

## Territorio y organización
La archieparquía extiende su jurisdicción sobre los fieles de rito bizantino greco-melquitas residentes en las gobernaciones de Alepo, Idlib, Al Raqa, Deir ez-Zor y Hasaka. La eparquía está dentro del territorio propio del patriarcado de Antioquía de los melquitas.
La sede de la archieparquía se encuentra en la ciudad de Alepo, en donde se halla la Catedral de Nuestra Señora de la Dormición.
La archieparquía no tiene sufragáneas.
En 2020 en la archieparquía existían 12 parroquias:
- Catedral de Nuestra Señora de la Dormición
- San Miguel, en Azizié
- San Jorge, en Souleymanié
- San Demetrio, en Jabrié
- Nuestra Señora de la Alegría, en Djebel el-Saide
- Santa Matilde, en Sabil
- Nuestra Señora de la Anunciación, en Al Raqa
- San Sergio, en Tabaqa
- Santa Teresa, en Jdidé
- San José, en Hamadanié
- San Juan Crisóstomo, en Dahiet El-Assad
- Nuestra Señora de la Felicidad, en Kassab

## Historia
Berea es el antiguo nombre romano de la actual ciudad de Alepo. Como todas las sedes episcopales de la provincia romana de Siria Prima, dependía directamente del patriarca de Antioquía, quien la elevó, como muchas otras diócesis de la provincia, al rango de sede arzobispal autocéfala, como documenta una Notitia Episcopatuum fechada en la segunda mitad del siglo VI.
Hay varios obispos conocidos de esta sede. El primero conocido es Eustacio de Antioquía, quien, entre fines de 324 o principios de 325, se convirtió en patriarca de Antioquía. Esta transferencia fue aprobada en el Concilio de Nicea I en 325.
Probablemente Eustacio fue sucedido por Ciro, quien sufrió la persecución del emperador Constancio II por su lealtad a la fe católica.
Después del Sínodo de Seleucia en 359, Melecio fue transferido a Berea desde la sede de Sebastea y al año siguiente se convirtió en patriarca de Antioquía. El obispo Anatolius participó en el Concilio de Antioquía en 363.
Teodoto, un amigo de san Basilio, gobernó la sede de Berea durante las persecuciones del emperador Valente. A él siguió Acacio de Beroea (379-433), que gobernó la sede durante más de cincuenta años: estuvo presente en el Concilio de Constantinopla en 381 y estuvo representado por Pablo de Emesa en el de Éfeso en 431, donde apoyó el partido de Nestorio contra Cirilo de Alejandría.
Teoctisto, que sucedió a Acacio, estuvo presente en los sínodos de Antioquía en 445 y 448, estuvo entre los padres del Concilio de Calcedonia en 451 y firmó la carta de los obispos de Siria Prima al emperador León (458). Se han transmitido dos cartas de Teodoreto de Cirro dirigidas a Teoctisto.
Pedro presenció la consagración de Severo de Antioquía en 512. Según la crónica de Denis de Tell-Mahre, un obispo de Berea, Antonino, fue exiliado por el emperador Justino I en 518, por negarse a reconocer las decisiones de Calcedonia. El último obispo conocido es Megas, que asistió al sínodo de Constantinopla convocado por el patriarca Mena en 536.
La catedral de Alepo permaneció en manos melquitas después de la conquista árabe en 637 hasta que fue transformada en mezquita en 1124. Durante las cruzadas en 1147 fue nuevamente catedral. La ocupación de Alepo por los mongoles y tártaros de Tamerlán en 1400 condujo a la persecución de la comunidad cristiana de la ciudad. Fue solo en el siglo XVI que retomó la vida cristiana y la estructura eclesiástica a Alepo, cuando comenzaron a regresar a Alepo y se reorganizaron después de la entrada del sultán otomano Selim. El obispo Grégoire bin Fudayl fue elegido en 1541 continuando desde entonces la serie.
La archieparquía greco-católica nació oficialmente de la división que tuvo lugar en 1724 entre la comunidad que declaró formalmente la unión con la Santa Sede de Roma y la comunidad que en cambio permaneció bajo la influencia de Constantinopla. Ya anteriormente, la comunidad ortodoxa griega de Alepo había mostrado simpatía por el catolicismo y algunos obispos personalmente habían hecho una profesión de fe católica: entre ellos Gregorio en 1698, Gennadio en aproximadamente 1700 y Gerasimos, el primer obispo con quien comienza la serie actual de archieparcas alepinos católicos en 1724. La facción ortodoxa quedó bajo dependencia del patriarca de Constantinopla y el 16 de junio de 1727 fue designado Gregorio, el obispo de Heraclea, para continuar la serie ortodoxa que en la actualidad es la arquidiócesis greco-ortodoxa de Alepo y Alejandreta.
En 1757 la catedral de Alepo pasó a manos ortodoxas y los metropolitanos católicos de Alepo debieron refugiarse en el Líbano. En 1825 los melquitas católicos pudieron regresar a Alepo desde el Líbano y fueron reconocidos oficialmente por los otomanos en 1830. El metropolitano Gregorios Chahiat (1832-1843) volvió a residir en la ciudad y luego se construyó la catedral católica y la iglesia de San José.
En 1790 la archieparquía se convirtió en una sede metropolitana sin sufragáneas.
La persecución a la que fue sometida la comunidad católica obligó al archieparca y a la mayoría de los fieles a refugiarse en el Líbano. Solo en 1830, con el reconocimiento oficial de las autoridades otomanas, los católicos griegos melquitas pudieron regresar a Alepo. Gregorios Chahiat fue el primer archieparca en residir permanentemente en Alepo, después de casi un siglo de exilio. Fue en este momento que se construyó la catedral.
El archieparca lleva los títulos de Alepo, Seleucia y Ciro. El título de Seleucia fue agregado en 1844 para justificar el rango de archieparquía. El de Ciro se agregó en 1869 luego de la extensión de su jurisdicción sobre Kilis (en la actual Turquía), de la que se encuentra cerca la antigua Ciro, donde un grupo de ortodoxos griegos se unió a la Iglesia católica.
El archieparca fue a la vez visitador apostólico para los melquitas de Europa Occidental desde el 18 de diciembre de 1999 hasta el 4 de abril de 2018.

## Estadísticas
Según el Anuario Pontificio 2021 la archieparquía tenía a fines de 2020 un total de 18 000 fieles bautizados.
| Año                                                                             | Población            | Población | Población      | Sacerdotes | Sacerdotes    | Sacerdotes    | Bautizados por sacerdote | Diáconos permanentes | Religiosos | Religiosos | Parroquias |
| Año                                                                             | Bautizados católicos | Total     | % de católicos | Total      | Clero secular | Clero regular | Bautizados por sacerdote | Diáconos permanentes | Varones    | Mujeres    | Parroquias |
| ------------------------------------------------------------------------------- | -------------------- | --------- | -------------- | ---------- | ------------- | ------------- | ------------------------ | -------------------- | ---------- | ---------- | ---------- |
| 1959                                                                            | 16 800               | 428 000   | 3.9            | 22         | 18            | 4             | 763                      |                      | 12         | 21         | 16         |
| 1969                                                                            | 15 000               | 1 000     | 1.5            | 21         | 18            | 3             | 714                      |                      | 7          | 27         | 6          |
| 1980                                                                            | 11 000               | ?         | ?              | 15         | 14            | 1             | 733                      |                      | 1          | 31         | 8          |
| 1990                                                                            | 11 000               | ?         | ?              | 14         | 13            | 1             | 785                      |                      | 1          | 28         | 8          |
| 1999                                                                            | 20 000               | ?         | ?              | 18         | 15            | 3             | 1111                     |                      | 3          | 30         | 9          |
| 2000                                                                            | 20 000               | ?         | ?              | 19         | 16            | 3             | 1052                     |                      | 10         | 30         | 9          |
| 2001                                                                            | 20 000               | ?         | ?              | 19         | 16            | 3             | 1052                     |                      | 3          | 22         | 9          |
| 2002                                                                            | 20 000               | ?         | ?              | 19         | 16            | 3             | 1052                     |                      | 3          | 21         | 9          |
| 2003                                                                            | 17 000               | ?         | ?              | 19         | 16            | 3             | 894                      |                      | 3          | 22         | 9          |
| 2004                                                                            | 17 000               | ?         | ?              | 18         | 15            | 3             | 944                      |                      | 3          | 25         | 10         |
| 2006                                                                            | 17 000               | ?         | ?              | 17         | 16            | 1             | 1000                     |                      | 1          | 26         | 10         |
| 2009                                                                            | 17 000               | ?         | ?              | 17         | 16            | 1             | 1000                     |                      | 1          | 28         | 10         |
| 2012                                                                            | 18 000               | ?         | ?              | 21         | 20            | 1             | 857                      | 1                    | 1          | 28         | 12         |
| 2015                                                                            | 18 000               | ?         | ?              | 21         | 20            | 1             | 857                      | 1                    | 1          | 28         | 12         |
| 2018                                                                            | 18 000               |           |                | 21         | 20            | 1             | 857                      | 1                    | 1          | 28         | 12         |
| 2020                                                                            | 18 000               | ?         | ?              | 21         | 20            | 1             | 857                      | 1                    | 1          | 28         | 12         |
| Fuente: Catholic-Hierarchy, que a su vez toma los datos del Anuario Pontificio. |                      |           |                |            |               |               |                          |                      |            |            |            |

## Episcopologio

### Obispos de la sede antigua
- San Eustacio † (?-324/325 elegido patriarca de Antioquía)
- Ciro † (después de Eustacio)
- Melecio † (circa 359-circa 360 elegido patriarca de Antioquía)
- Anatolio † (mencionado en 363)
- Teodoto? † (mencionado en 372)[15]
- Acacio † (antes de 381-después de 431)
- Teoctisto † (antes de 445-después de 458)
- Pedro † (mencionado en 512)
- Antonino † (?-518 exiliado) (obispo monofisita)
- Megas † (mencionado en 536)

### Obispos ortodoxos desde elsigloXVIhasta la división de la diócesis
- Grégoire bin Fudayl (elegido en 1541 probablemente murió en 1582).[16]
- Macaire bin Khalaf al-Sajati (1582-1597).
- Simeón, obispo de Marmarita (1597-1612)[nota 1]
- Mélèce Karma (1612-1634)[nota 2]
- Mélèce al-Zaïm (27 de octubre de 1635-12 de noviembre de 1647)[nota 3]
- Métrophane (21 de noviembre de 1647-13 de septiembre de 1659)[nota 4]
  - Sede vacante (13 de septiembre de 1659-12 de junio de 1670)[nota 5]
- Mélèce al-Bayassi (12 de junio de 1670-circa 1685).
- Serafín, mencionado por Chrisostomos Papadopolos como filo latino.[17]
  - Atanasio III Dabbas (1685-1724), patriarca contestado, se hizo cargo de la diócesis de Alepo.

### Obispos de la sede católica actual
- Gerasimos Saigh, B.C. † (26 de diciembre de 1721 consagrado-1732 renunció)
- Maximos Hakim, B.C. † (23 de mayo de 1733-1 de agosto de 1760 confirmado patriarca de Antioquía)
- Ignatius Jerbou † (septiembre de 1761-1 de diciembre de 1776 falleció)
- Germanos Adam † (julio de 1777-10 de noviembre de 1809 falleció)
- Michel (Maximos) Mazloum † (26 de julio de 1810-3 de junio de 1816 elección cancelada)[18]
- Basilios Haractingi, B.C. † (3 de junio de 1816-29 de mayo de 1823 falleció)
  - Sede vacante (1823-1831)
  - Ignace Haggiuri (Ajjouri), B.A. † (9 de junio de 1826-24 de diciembre de 1831 renunció) (administrador)
- Pierre (Gregorios) Chahiat, B.C. † (1832-24 de agosto de 1843 falleció)
- Dimitri Antaki † (27 de septiembre de 1844-9 de julio de 1863 falleció)
- Paul Hatem † (27 de septiembre de 1863 consagrado-10 de febrero de 1885 falleció)
- Cyrille Geha † (3 de mayo de 1885-22 de junio de 1903 confirmado patriarca de Antioquía)
- Joseph Cadi † (27 de octubre de 1903-3 de julio de 1919 confirmado patriarca de Antioquía)
- Macario Saba † (25 de junio de 1919-28 de julio de 1943 falleció)
- Isidore Fattal † (13 de agosto de 1943-4 de septiembre de 1961 falleció)
- Athanasios Toutoungi † (5 de diciembre de 1961-6 de marzo de 1968 renunció)[nota 6]
- Néophytos Edelby † (6 de marzo de 1968-10 de junio de 1995 falleció)
- Jean-Clément Jeanbart (2 de agosto de 1995-17 de septiembre de 2021 retirado)
- Georges Masri, desde el 17 de septiembre de 2021